# كولين بنجامين
كولين بنجامين ((بالإنجليزية: Collin Benjamin)‏) من مواليد 3 أغسطس 1978 في وندهوك في ناميبيا ، لاعب كرة قدم ناميبي.
يلعب مع نادي هامبورغ الألماني من سنة 2001.
ويلعب مع منتخب ناميبيا لكرة القدم من سنة 1999.

## روابط خارجية
- كولين بنجامين على موقع الاتحاد الدولي (مؤرشف)  (الإنجليزية)
- كولين بنجامين على موقع قاعدة بيانات كرة القدم.إي يو (الإنجليزية)
- كولين بنجامين على موقع بيانات كرة القدم. دي إي (الألمانية)
- كولين بنجامين على موقع ناشيونال فوتبول تيمز (الإنجليزية)
- كولين بنجامين على موقع عالم كرة القدم.نت (الإنجليزية)
- كولين بنجامين على موقع كووورة